# Heterogamisca dispersa
Heterogamisca dispersa är en kackerlacksart som beskrevs av Philippe Grandcolas 1994. Heterogamisca dispersa ingår i släktet Heterogamisca och familjen Polyphagidae.
Artens utbredningsområde är Saudiarabien. Inga underarter finns listade i Catalogue of Life.